# 1-dodecaanthiol
1-dodecaanthiol is een organische verbinding met als brutoformule C12H26S. Het is een kleurloze tot lichtgele vloeistof met een kenmerkende geur, die onoplosbaar is in water.

## Toxicologie en veiligheid
De stof ontleedt bij verbranding met vorming van giftige gassen en reageert met sterk oxiderende stoffen.